# 王宜嫔
王宜嬪，名失考。錦衣衛正千戶（一作指揮僉事）王俊之女，明朝明世宗朱厚熜之嬪。

## 生平
王氏的出生及去世時間均不詳。嘉靖十六年四月十一日，王氏之父王俊因「以其女選入掖庭」而被授為錦衣衞帶俸正千戶，四月二十三日，嘉靖帝御奉天殿，遣武定侯郭勛等為正使，大學士李時等為副使，進封元子生母昭嬪王氏為貴妃，皇四子生母靖嬪盧氏為靖妃，並且補封劉英之女為淑嬪、王俊之女王氏為宜嬪、王受之女王氏為徽嬪、王欒之女王氏為裕嬪、陳瓚之女陳氏為雍嬪。嘉靖二十一年二月二十日，嘉靖帝生母慈孝獻皇后蔣氏三年喪期已滿，嘉靖帝認為「后妃列御，恪慎日勤，宜加恩遇，用示異典」，宜嬪之父王俊因而獲晉升為錦衣衛指揮僉事 ，同年三月二十三日，賜「錦衣衛正千戶王俊」祭葬 。王宜嬪的去世時間暫不詳，目前僅知她葬於金山峯峪口。

## 冊文
《明世宗肅皇帝實錄》嘉靖十六年四月辛未條所收錄的王裕嬪冊文，與劉淑嬪、王宜嬪、王徽嬪、陳雍嬪的冊文相同：
```
「王化之興，始於閨門；家齊之效，形於國治。肆坤儀之得輔，斯內政之有光。咨爾王氏，蘊淑德於夙成，膺妙簡於宮掖。茂著勤勞之譽，允為恭閫之良。用率彛章，式昭崇異。茲特封爾為宜嬪，錫之冊命。爾其愈加警惕，益勵祗勤。用敦事上之誠，無失守恆之義。永言佩服，光我訓詞。欽哉！」
```